# Чекашево-Полянское сельское поселение
Чекашево-Полянское сельское поселение — упразднённое муниципальное образование (сельское поселение), входящее в состав Ковылкинского района Мордовии.
Административный центр — село Чекашевы Поляны.

## История
Образовано в 2005 году в границах сельсовета. 
Законом Республики Мордовия от 12 марта 2010 года, было упразднено Унуевско-Майданское сельское поселение (сельсовет), а его населённые пункты были включены в Чекашево-Полянское сельское поселение (сельсовет).
Чекашево-Полянское сельское поселение (сельсовет) упразднено Законом Республики Мордовия от 24 апреля 2019 года с включением населённых пунктов в Краснопресненское сельское поселение (сельсовет).

## Население
| 2002 | 2010 | 2012 | 2013 | 2014 | 2015 | 2016 |
| ---- | ---- | ---- | ---- | ---- | ---- | ---- |
| 672  | ↘450 | ↘434 | ↘412 | ↘394 | ↘376 | ↘358 |
| 2017 | 2018 | 2019 |      |      |      |      |
| ↘343 | ↘333 | ↘327 |      |      |      |      |

## Населённые пункты
В состав сельского поселения входили 3 села, 1 деревня и посёлок разъезда:
| № | Населённый пункт  | Тип населённого пункта | Население |
| - | ----------------- | ---------------------- | --------- |
| 1 | Мордовская Авгура | деревня                | ↘21       |
| 2 | Старое Пшенево    | село                   | ↘116      |
| 3 | Токмово           | посёлок разъезда       | ↘24       |
| 4 | Унуевский Майдан  | село                   | ↘142      |
| 5 | Чекашевы Поляны   | село                   | ↘147      |